# Снятиново
Снятиново — деревня в Александровском муниципальном районе Владимирской области России, входит в состав Каринского сельского поселения.

## География
Деревня расположена на берегу реки Молокча в 18 км на юго-запад от центра поселения села Большое Каринское и 21 км на юго-запад от города Александрова.

## История
Первые сведения о селе Снятинове относятся ко второй половине XV века, в 1450 году оно пожаловано великим князем Василием Васильевичем некоему Ивану Петелину. Между 1450 и 1467 годом неким Петром Игнатьевичем оно приложено в Троице-Сергиев монастырь и в сотной книге 1563 года в Снятинове значатся 1 двор монастырский и крестьянских 4 двора. В 1582 году Снятиново вместе с другими монастырскими селами было отписано на великого государя и приписано к дворцовому селу Тимофеевскому. В писцовых книгах 1593-94 годов оно снова значится в числе монастырских вотчин и в нём показаны: «двор монастырский, двор коровей да крестьянских 8 дворов, бобылей 3 двора и 8 дворов пустых». По переписным книгам 1678 года Снятиново приписано к селу Малому Алексину, крестьян в нём было в то время 28 дворов. В 1764 году по упразднении монастырских вотчин Снятиново перешло в ведомство государственных имуществ. Церковь Покрова Пресвятой Богородицы в Снятинове упоминается в первый раз в сотной книге 1563 года. В 1663 году на средства прихожан построена была новая деревянная церковь и освящена в тоже наименование. В 1803 году здесь построен был каменный храм с колокольней. Престолов в нём было два: в холодной в честь Покрова Пресвятой Богородицы, в приделе теплом в честь святого Николая Чудотворца. Приход состоял из села Снятинова и деревень: Гидеево, Тараскина (Таратино), Жари. В годы Советской Власти церковь была полностью разрушена. В 1905 году в селе было 35 дворов.
В XIX — начале XX века деревня входила в состав Махринской волости Александровского уезда.
С 1929 года деревня входила в состав Лизуновского сельсовета Александровского района, в 1941-65 годах в составе Струнинского района.

## Население
| 1859 | 1905 | 1926 | 2002 | 2010 | 2021 |
| ---- | ---- | ---- | ---- | ---- | ---- |
| 204  | ↗265 | ↘261 | ↘27  | ↘15  | ↗39  |

## Известный люди
В селе родился участник Великой Отечественной войны Герой Советского Союза Прошин Иван Иванович (1917—1980).